# Laureano Guevara

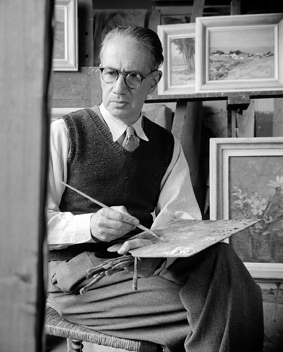
Laureano Guevara

Laureano Manuel Ladrón de Guevara Romero (* 18. Juni 1889 in Molina; † 21. November 1968 in Santiago de Chile) war ein chilenischer Maler.
Guevara begann seine Ausbildung in Valparaíso als Schüler von Juan Francisco González. Nach einem Jura- und Architekturstudium trat er in die Escuela de Bellas Artes ein, wo er bei José Mercedes Ortega, Fernando Álvarez de Sotomayor, Alberto Valenzuela Llanos, Ricardo Richon Brunet und Pedro Lira studierte. Als Schüler Sotomayors gehört er zur Gruppe der Maler der Generación del Trece.
Nach seiner ersten Einzelausstellung in Santiago reiste Guevara 1924 nach Europa und studierte an der Académie de la Grande Chaumière Freskomalerei und Kupferstich. Ab 1926 unterrichtete er Kupferstich an der Escuela de Bellas Artes in Santiago. Gemeinsam mit Arturo Gordon dekorierte er die Nationalbibliothek mit allegorischen Fresken und gestaltete 1929 den chilenischen Pavillon bei der Exposición Ibero-Americana in Sevilla, wofür beide mit einem Ersten Preis ausgezeichnet wurden.
Als Vertreter der Malergruppe der Generación de Veintiocho, denen ein Dekret des Präsidenten Carlos Ibáñez del Campo einen Studienaufenthalt in Europa ermöglichte, studierte Guevara 1930 an der Kunsthochschule in Kopenhagen Fresko- und Glasmalerei. Ab 1933 war er zwanzig Jahre lang Professor für Wandmalerei an der Escuela de Bellas Artes.
Guevara war der erste bedeutende Vertreter der Freskomalerei in Chile. Für sein Werk wurde er vielfach geehrt, zuletzt 1967 mit dem Premio Nacional de Arte, der höchsten chilenischen Auszeichnung für Künstler. Retrospektiven seiner Werke fand 1996 in Viña del Mar und 2008 im Museo Nacional de Bellas Artes in Santiago statt. Werke Guevaras befinden sich u. a. im Besitz des Museo Nacional de Bellas Artes, des Museo de Arte Contemporáneo der Universidad de Chile und der Universidad de Talca. Das Wandgemälde Trabajo y Familia del Obrero (1932) befindet sich im alten Gebäude des Justizministeriums.

## Werke
- El Bote Blanco
- Retrato de Henriette Petit
- Figuras
- Naturaleza Muerta
- Cinco Croquis de Dibujos
- Estudio para una Decoración
- Naturaleza Muerta
- Alegorías de las Artes, Fresko
- Paisaje de la Costa
- Tejido de Arauco
- La Agricultura
- La Minería
- La Pesca
- Paisaje desde el Cerro El Roble,
- Trabajo y Familia del Obrero, Wandgemälde